# المسجد الأبيض (أستراخان)
الجامع الأبيض هو مسجد قديم في أستراخان. يعتبر من أقدم المساجد في المدينة. تم بناؤه من الحجر على الطراز الكلاسيكي المتأخر في عام 1810 على حساب التتار في بلاط بخارى بدلاً من المسجد الخشبي السابق. يعود أول سجل مكتوب إلى.عام 1777.
كان المسجد عبارة عن قاعة للصلاة من طابق واحد مع حافة نصف دائرية للمحراب على الجانب الجنوبي. على الجانب الشمالي من القاعة توجد مئذنة محاطة بصالات العرض. تتكون قاعة الصلاة من جزء مرتفع، تعلوه قبة ذات أوجه. الغرف في الداخل مفصولة بجدار حجري مع ثلاث فتحات مقوسة. يقع مصلّى النساء على طول محيط جدران الغرفة الشمالية.
من عام 1930 ألى عام 1992، تم استخدام المبنى لأغراض أخرى (روضة أطفال أو ورشة خياطة أو مخبز أو مصنع خشب). خلال هذه الفترة، أعيد بناؤه عدة مرات. بموجب قرار اللجنة التنفيذية لأستراخان أوبلاست رقم 484 بتاريخ 08/22/1990، تم الاعتراف بالمجمع المكون من مبنى مسجد وغرفة غسيل وبوابة كنصب معماري. في عام 1992 أعيد المبنى إلى المسلمين. وبحلول ذلك الوقت، فُقد المحراب والمئذنة ونُقشت النوافذ بالبلاط، وتم تغيير الحجم السابق المكون من طابق واحد وتقسيمه بأسقف إلى ثلاثة طوابق. في عام 1997 تم افتتاح مدرسة حاج طرخان في المسجد.
في عام 2000 بدأ ترميم المسجد. انخفضت المرحلة النشطة من العمل إلى عام 2006 - في عام 2008. تمت استعادة قرارات تخطيط المساحة الأصلية. في عام 2008 شارك متخصصون من قازان في الترميم. بلغت تكلفة العمل حوالي 40 مليون روبل. وتم من خلال تبرعات من مسلمي قازان وبمساعدة الشركات في تتارستان.

## وصلات خارجية
- Из истории Ак-мечети № 5 г. Астрахани
- Татарская Белая мечеть. 1810 г.
- В честь 450-летия Астрахани Казань восстановила мечеть. — 5 декабря 2008 г.